# Friedrich Lugmair
Friedrich Lugmair (* 14. Februar 1914 in Oberschweinbach; † 30. Januar 1993 in Murnau am Staffelsee) war ein deutscher Politiker der WAV.

## Leben und Beruf
Lugmair besuchte das humanistische Gymnasium und trat danach in den aktiven Wehrdienst ein. 1939 wurde er bei der Heeresstandortverwaltung in Landsberg am Lech angestellt. Danach nahm er am Zweiten Weltkrieg gegen Frankreich und Russland teil. Nach dem Krieg stieg er auf dem elterlichen Anwesen ein.

## Politik
Lugmair wurde bei der Landtagswahl 1946 für die WAV in den Bayerischen Landtag gewählt. Dabei trat er zwischenzeitlich aus der WAV-Fraktion aus und war zeitweise Mitglied des Deutschen Blocks und der Deutschen Partei für Freiheit und Recht. Zuletzt schloss er sich der Freien Fraktionsgemeinschaft an. Mit dem Ende der Wahlperiode im November 1950 schied er aus dem Landtag aus.